# Garibaldi (Rio Grande do Sul)
Garibaldi is een gemeente in de Braziliaanse deelstaat Rio Grande do Sul. De gemeente telt 30.518 inwoners (schatting 2009).

## Verkeer en vervoer
De plaats ligt aan de wegen BR-453, BR-470 en RS-446.